# Kirche Allenau

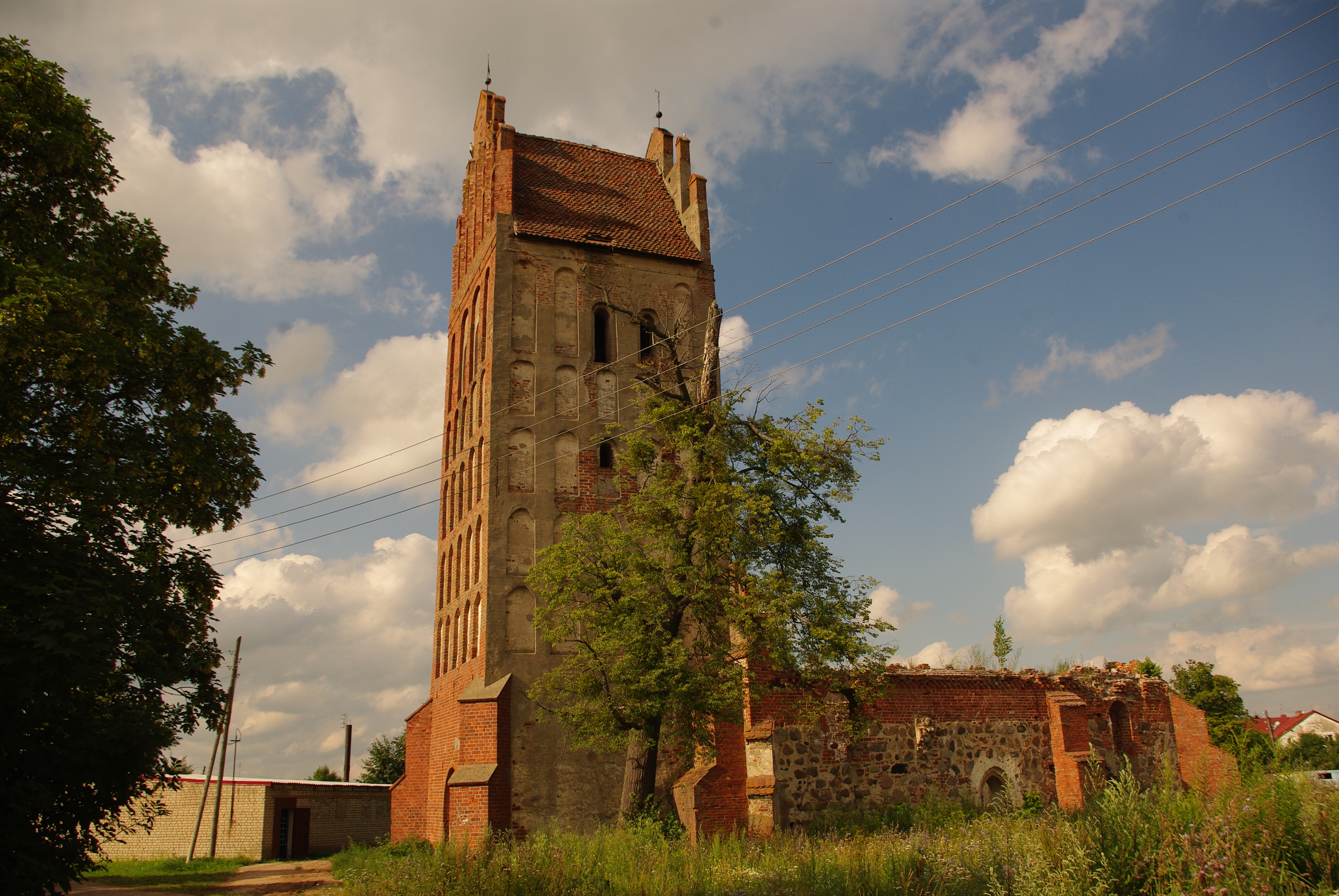
Ruine der Kirche von Allenau

Die Kirche Allenau ist eine ruinöse Kirche im ostpreußischen Allenau (heute: Poretschje) im Oblast Kaliningrad.

## Geschichte
Vermutlich wurde der Bau der Kirche Anfang des 15. Jahrhunderts begonnen. Jedenfalls der westliche Abschnitt des Langhauses, die Mauerkrone der ganzen Kirche, die Giebel, und die Sakristei wurden wohl im dritten Drittel des Jahrhunderts vollendet. 
Bei Kriegseinwirkung und sowjetischer Besetzung 1945 wurden Turm und Giebel beschädigt. Der Bau wurde später als Lagerhalle benutzt und ist seit 1994 funktionslos und in fortschreitendem Verfall, die Vorhalle ist abgerissen.

## Baubeschreibung
Die Dorfkirche von Allenau gehört zum voll entwickelten ermländischen turmlosen Typus aus der Spätphase der Backsteingotik. Die Kirche ist ein ungewölbter Saalbau mit Strebepfeilern, die an den Kanten schräg stehen und die die Längsseiten in drei Abschnitte unterteilen. Auf der Südseite hat der Bau zwei Fenster und ein gestuftes Portal. An der Ostseite ist eine Mittelstrebe von zwei kleinen, hochliegenden Spitzbogenfenstern flankiert. Die Sakristei ist im Nordosten angebaut. Die Vorhalle ohne Verband mit dem Langhaus war ein kleiner Anbau vor dem Südportal. Der Giebel ist ein siebenachsiger Staffelgiebel mit durchlaufenden Spitzbogenblenden, getrennt durch Dreiecksvorlagen, die fialenartig enden, wobei die Stufen durch ein horizontales Putzband abgeschlossen werden. Der Sakristeigiebel ist ein dreiachsiger Staffelgiebel ähnlich dem Westgiebel.